# Manuel De Luca
Manuel De Luca (ur. 17 lipca 1998 w Bolzano) – włoski piłkarz występujący na pozycji napastnika. Wychowanek Interu Mediolan, w trakcie swojej kariery grał także w takich zespołach, jak Torino, Renate, Alessandria, Virtus Entella, Chievo oraz Sampdoria. Młodzieżowy reprezentant Włoch.